# Symplecis
Symplecis is een geslacht van insecten uit de orde vliesvleugeligen (Hymenoptera) en de familie Ichneumonidae.

## Soorten
- S. beaumontor Aubert, 1968
- S. bicingulata (Gravenhorst, 1829)
- S. breviuscula Roman, 1923
- S. defectiva Strobl, 1904
- S. glabra Dasch, 1992
- S. invisitata van Rossem, 1981
- S. paradoxa van Rossem, 1988